# Michael Gnade
Michael Gnade (* 1941 in Magdeburg) ist ein deutscher Fotograf und bildender Künstler.

## Leben und Werk
Von 1960 bis 1965 studierte Michael Gnade zunächst an den Werkkunstschulen in Düsseldorf und Köln, sodann an den Kunstakademien in Stuttgart und Düsseldorf Grafik, Malerei, Porträt- und Aktzeichnen sowie Bildhauerei bei den Professoren Heinz-Georg Lenzen, Ferdinand Macketanz, Manfred Sieler, Karl Bobek und Gerhard Gollwitzer. Bei dem Maler und Karikaturisten Hans Pfannmüller studierte er im Rahmen der Volkshochschule. Seine Studien in der Fotografie vollzog er als Autodidakt.
Seit 1967 arbeitet Gnade als freier Fotograf. Seine bis 1982 entstandenen Fotobücher sind inzwischen zu Klassikern avanciert. 1983 zog er sich von weiteren Veröffentlichungen zurück, um sich nicht zu wiederholen, er litt am Burn-out-Syndrom. Stattdessen wandte er sich wieder vornehmlich der bildenden Kunst zu, verlegte Bücher und Journale, nahm Lehraufträge in bildender Kunst und Fotografie wahr, und hielt Lichtbildveranstaltungen und Vorträge. Seit 2000 veröffentlicht er das Werk seiner Pflegemutter Lotte Hörmann-Siller.
Gnade lebt nahe Köln in Bensberg (Bergisch Gladbach).